# Tunelul Teliu
Tunelul Teliu este un tunel feroviar din apropierea comunei brașovene Teliu, situat pe linia de cale ferată Brașov–Întorsura Buzăului. 
Teliu este cel mai lung tunel construit pe teritoriul României.

## Context
Odată cu apariția și răspândirea căilor ferate s-a ivit problema realizării unei legături feroviare între Regatul României și Austro-Ungaria, peste Munții Carpați.
În ianuarie 1856, o delegație sprijinită de guvernatorul Transilvaniei, Karl Borromäus zu Schwarzenberg, s-a deplasat la București pentru a îi propune domnitorului Barbu Știrbei realizarea unei concesiuni pentru o linie de cale ferată pe traseul Brașov–Ploiești–Buzău–Brăila. În urma vizitei, Sfatul Administrativ a întocmit, în aprilie 1856, o solicitare pentru aprobarea unei concesiuni pe traseul Brăila–Buzău–Ploiești–București–Giurgiu, urmând ca o legătură a acesteia cu Brașovul să se facă ori de la Ploiești, ori de la Buzău.
În noiembrie 1856, inginerul austriac Franz Dimmer a finalizat pentru statul român un proiect pentru o cale ferată Brașov–Buzău–Ploiești–București–Giurgiu. Proiectul a fost abandonat în timpul caimacamului A.D. Ghica.
În 1860, în cadrul primelor discuții serioase privind organizarea rețelei feroviare a regatului, deputatul Iacob Melic, raportorul Adunării Legiuitoare, a propus realizarea unei legături feroviare între Buzău și Crasna, lângă Întorsura Buzăului.
În 1907 Banca Marmorosch Blank a contractat de la Ministerul Lucrărilor Publice, prin actul de concesiune nr. 5431/12 martie 1907, construcția liniei Buzău–Nehoiașu și a dat-o spre execuție antreprizei Weiss-Vasilescu, care a finalizat lucrarea în 1909, aceasta fiind dată în folosință în ziua de 26 iulie/9 august 1909 a acelui an. Calea ferată respectivă avea o lungime totală de 74 kilometri și era folosită pentru transportul de călători și mărfuri, însă se intenționa ca ea să fie prelungită peste Carpați până la Brașov. Această ocazie s-a ivit după Primul Război Mondial, când Transilvania s-a unit cu Regatul României.
Proiectul realizării unei legături feroviare transcarpatice s-a regăsit în toate cele patru programe de dezvoltare a rețelei feroviare naționale realizate între 1920 și 1926. În anul 1922 a fost finalizat un studiu în acest sens, ceea ce a dus la publicarea în Monitorul Oficial nr. 80 din data de 12 iulie 1923 a unei legi prin care linia de cale ferată Brașov–Buzău era considerată „lucrare de utilitate publică”, iar Direcției Generale a Căilor Ferate Române îi era acordat un credit în valoare de 100 de milioane de lei pentru construirea acesteia.
Lucrările au început în toamna anului 1923, intenționându-se realizarea într-o primă etapă a căii ferate Brașov–Întorsura Buzăului. Aceasta a fost deschisă circulației pe 25 iunie 1931. Linia are aproximativ 36,5 kilometri, o declivitate maximă de 12‰, curba sa cea mai strânsă are raza de 360 m, iar traseul însumează 348 de poduri și podețe și trei tuneluri.

## Construcție și exploatare

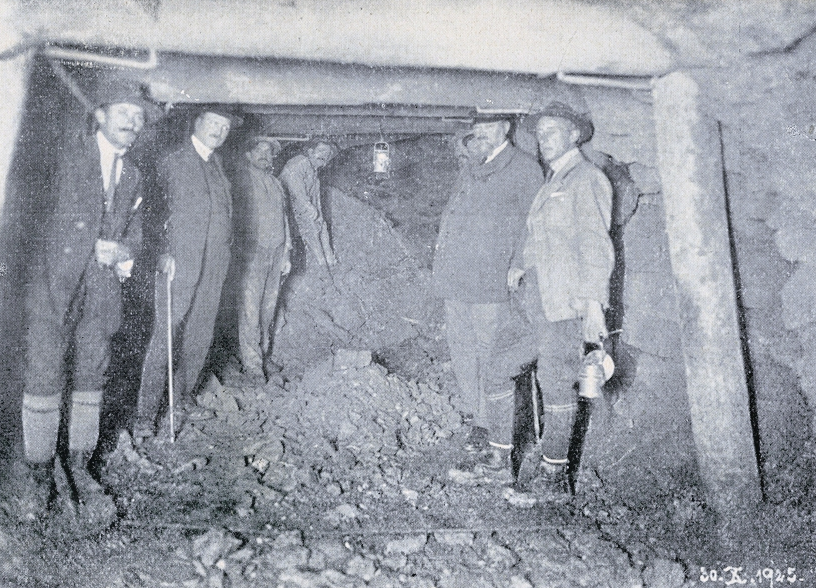
Imagine din octombrie 1925, în timpul construcției

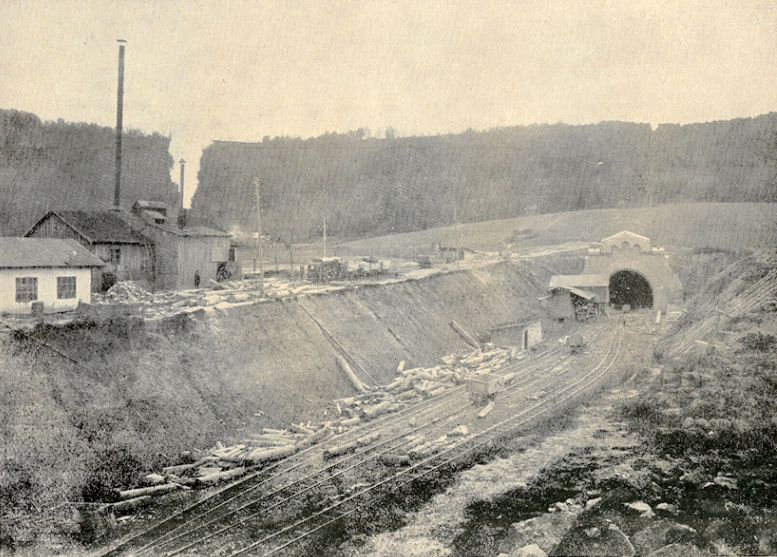
Portalul de est în timpul construcției

Cel mai impresionant dintre cele trei tunele ale căii ferate Brașov–Întorsura Buzăului, tunelul Teliu (Portalul de vest, portalul de est), măsoară 4369,5 metri (după alte surse 4379 metri) și a fost construit în mod vizionar pentru cale ferată dublă și electrificată. 
Execuția tunelului a fost încredințată firmei germane Julius Berger Tiefbau Aktien Gesselschaft, una din companiile care au stat ulterior la baza creării actualului gigant internațional specializat în construcții Bilfinger SE. Lucrările de realizare a tunelului de lângă Teliu s-au desfășurat între anii 1924 și 1929.
Străpungerea tunelului a demarat pe 15 iulie 1924 de la nord înspre sud și pe 5 iulie 1925 dinspre stația Întorsura Buzăului către nord. Cele două fronturi de lucru s-au întâlnit pe 1 octombrie 1926, la o distanță de 3363 de metri de portalul nordic al tunelului și 1013 metri față de cel sudic. Tunelul a fost complet finalizat pe 30 septembrie 1928 și deschis circulației pe 25 iunie 1931, odată cu restul liniei.
În 1929, în cadrul unei ceremonii prin care tunelul trebuia conectat la rețeaua electrică, inginerul român Colțână a murit electrocutat în timp ce încerca branșarea.
Linia de cale ferată care traversează tunelul Teliu este una simplă și neelectrificată, însă el a fost construit din start cu un gabarit care să permită fără probleme dublarea și electrificarea unei linii care se dorea o importantă legătură între două provincii românești. Lucrările de continuare a liniei au fost reîncepute timid în 1935, însă oprite curând, din cauza declanșării celui de-Al Doilea Război Mondial. După război, proiectul a fost abandonat complet. Astfel, cel mai lung tunel construit vreodată în România a rămas situat pe o cale ferată secundară, simplă și neelectrificată.
În august 2004, CFR Infrastructură a încheiat un contract de închiriere pentru operarea secției de circulație Hărman–Întorsura Buzăului cu compania feroviară privată Regiotrans SRL. În 2010, compania opera șapte perechi de trenuri pe acest traseu.
În 2015 Autoritatea de Siguranță Feroviară Română (ASFR), prin adresa cu numărul 2120/294/16.03.2015, a suspendat circulația tuturor trenurilor Regiotrans după descoperirea mai multor probleme tehnice la garniturile acestei companii. În perioada investigației ASFR, traficul pe secția Hărman–Întorsura Buzăului și implicit prin tunelul Teliu a fost preluat de CFR Călători. Regiotrans a reluat circulația trenurilor pe această rută în data de 19 aprilie 2015.
Secția Hărman–Întorsura Buzăului, pe care este situat și tunelul Teliu, era în 2017 una din cele mai frecventate de către pasagerii care foloseau rețeaua Regiotrans (ulterior Regio Călători). Până pe 30 iunie 2018, automotoarele Regio Călători mai tranzitau această secție și tunelul Teliu prin șase perechi de curse de călători de tip Regio pe zi.
Circulația prin tunel și pe întreaga linie a fost întreruptă pe 30 iunie 2018, după ce podul feroviar de la Budila a fost distrus de o viitură de pe râul Tărlung. În iulie 2019, CFR a lansat în SEAP licitația „Reconstrucție pod și amenajare albie km 17+318, linia 317 Hărman-Întorsura Buzăului (Expertiză, D.A.L.I. și Proiectare)”, la care au participat două firme și care a fost adjudecată de biroul de proiectare Baicons Impex. După perioada de proiectare, o nouă licitație a fost demarată pentru construcția podului. În luna august 2022, lucrările de reconstrucție a podului au fost finalizate, iar, începând cu data de 19 septembrie 2022 trenurile circulă din nou prin tunelul Teliu. 6 perechi de trenuri ale operatorului privat Regio Călători parcurg ruta Brașov-Întorsura Buzăului și retur.

## În cultură
Secvența opririi trenului în tunel din filmul româno-polonez Trenul de aur (1986) a fost filmată în tunelul Teliu.
Tunelul Teliu este menționat (nu în mod explicit, ci în mod aluziv, criptat) în marele poem Budila-Express al poetului Alexandru Mușina.

## Legături externe
- Drumul de fier BrașovBuzău un vis rămas neîmplinit?, Autor Andrei Berinde, historia.ro